# Cis clavicorne
Cis clavicorne is een keversoort uit de familie houtzwamkevers (Ciidae). De wetenschappelijke naam van de soort werd in 1873 gepubliceerd door Flaminio Baudi di Selve.